# Mistrzostwa Świata w Narciarstwie Klasycznym 1987
Mistrzostwa Świata w Narciarstwie Klasycznym 1987 miały miejsce w dniach 11 – 21 lutego 1987 w Oberstdorfie w RFN. W czasie tych mistrzostw postanowiono podzielić konkurencje biegowe na biegi w technice dowolnej i klasycznej. Także pierwszy i ostatni raz sztafety były złożone z 4 biegów w technice dowolnej.

## Biegi narciarskie

### Biegi narciarskie mężczyzn
| Konkurencja              | Data           | Złoto                                                                           | Srebro                                                                                         | Brąz                                                                                    |
| ------------------------ | -------------- | ------------------------------------------------------------------------------- | ---------------------------------------------------------------------------------------------- | --------------------------------------------------------------------------------------- |
| 15 km techniką klasyczną | 15 lutego 1987 | Marco Albarello 43:01,8                                                         | Thomas Wassberg 43:08,6                                                                        | Michaił Diewiatjarow 43:09,6                                                            |
| 30 km techniką klasyczną | 12 lutego 1987 | Thomas Wassberg 1:24:30,1                                                       | Aki Karvonen 1:26:24,0                                                                         | Christer Majbäck 1:26:55,0                                                              |
| 50 km techniką dowolną   | 21 lutego 1987 | Maurilio De Zolt 2:11:27,2                                                      | Thomas Wassberg 2:11:49,5                                                                      | Torgny Mogren 2:12:51,1                                                                 |
| Sztafeta 4 × 10 km       | 17 lutego 1987 | Szwecja · Erik Östlund · Gunde Svan · Thomas Wassberg · Torgny Mogren 1:38:04,0 | ZSRR · Aleksandr Batiuk · Władimir Smirnow · Michaił Diewiatjarow · Władimir Sachnow 1:38:30,9 | Norwegia · Ove Aunli · Vegard Ulvang · Pål Gunnar Mikkelsplass · Terje Langli 1:38:48,0 |

### Biegi narciarskie kobiet
| Konkurencja              | Data           | Złoto                                                                              | Srebro                                                                      | Brąz                                                                                            |
| ------------------------ | -------------- | ---------------------------------------------------------------------------------- | --------------------------------------------------------------------------- | ----------------------------------------------------------------------------------------------- |
| 5 km techniką klasyczną  | 16 lutego 1987 | Marjo Matikainen 14:45,7                                                           | Anfisa Riezcowa 14:49,3                                                     | Evi Kratzer 14:52,5                                                                             |
| 10 km techniką klasyczną | 13 lutego 1987 | Anne Jahren 31:49,5                                                                | Marjo Matikainen 31:50,3                                                    | Brit Pettersen 32:09,4                                                                          |
| 20 km techniką dowolną   | 20 lutego 1987 | Marie-Helene Westin 57:20,5                                                        | Anfisa Riezcowa 57:47,6                                                     | Larisa Pticyna 58:28,7                                                                          |
| Sztafeta 4 × 5 km        | 17 lutego 1987 | ZSRR · Antonina Ordina · Nina Gawriliuk · Larisa Pticyna · Anfisa Riezcowa 58:08,8 | Norwegia · Marianne Dahlmo · Nina Skeime · Anne Jahren · Anette Bøe 58:46,1 | Szwecja · Magdalena Wallin · Karin Lamberg-Skog · Annika Dahlmann · Marie-Helene Westin 59:41,0 |

## Kombinacja norweska
| Konkurencja                    | Data           | Złoto                                                            | Srebro                                                                       | Brąz                                                                  |
| ------------------------------ | -------------- | ---------------------------------------------------------------- | ---------------------------------------------------------------------------- | --------------------------------------------------------------------- |
| 15 km metodą Gundersena        | 13 lutego 1987 | Torbjørn Løkken 423,80                                           | Trond-Arne Bredesen 422,48                                                   | Hermann Weinbuch 421,44                                               |
| Kombinacja drużynowa 3 × 10 km | 14 lutego 1987 | RFN · Hermann Weinbuch · Hans-Peter Pohl · Thomas Müller 1262,94 | Norwegia · Hallstein Bøgseth · Trond-Arne Bredesen · Torbjørn Løkken 1244,98 | ZSRR · Siergiej Czerwiakow · Andriej Dundukow · Allar Levandi 1236,70 |

## Skoki narciarskie
| Konkurencja                       | Data           | Złoto                                                                               | Srebro                                                                                          | Brąz                                                                                   |
| --------------------------------- | -------------- | ----------------------------------------------------------------------------------- | ----------------------------------------------------------------------------------------------- | -------------------------------------------------------------------------------------- |
| Normalna skocznia – indywidualnie | 20 lutego 1987 | Jiří Parma 224,4                                                                    | Matti Nykänen 216,5                                                                             | Vegard Opaas 215,8                                                                     |
| Duża skocznia – indywidualnie     | 15 lutego 1987 | Andreas Felder 216,0                                                                | Vegard Opaas 208,3                                                                              | Ernst Vettori 207,0                                                                    |
| Duża skocznia drużynowo           | 17 lutego 1987 | Finlandia · Matti Nykänen · Ari-Pekka Nikkola · Tuomo Ylipulli · Pekka Suorsa 634,1 | Norwegia · Ole Christian Eidhammer · Hroar Stjernen · Ole Gunnar Fidjestøl · Vegard Opaas 598,0 | Austria · Ernst Vettori · Richard Schallert · Franz Neuländtner · Andreas Felder 587,5 |

## Klasyfikacja medalowa
| Pozycja | Państwo        | Złoto | Srebro | Brąz | Razem |
| ------- | -------------- | ----- | ------ | ---- | ----- |
| 1       | Szwecja        | 3     | 2      | 3    | 8     |
| 2       | Norwegia       | 2     | 5      | 3    | 10    |
| 3       | Finlandia      | 2     | 3      | 0    | 5     |
| 4       | Włochy         | 2     | 0      | 0    | 2     |
| 5       | ZSRR           | 1     | 3      | 3    | 7     |
| 6       | Austria        | 1     | 0      | 2    | 3     |
| 7       | RFN            | 1     | 0      | 1    | 2     |
| 8       | Czechosłowacja | 1     | 0      | 0    | 1     |
| 9       | Szwajcaria     | 0     | 0      | 1    | 1     |